# Friedrich Ludwig von Dehn

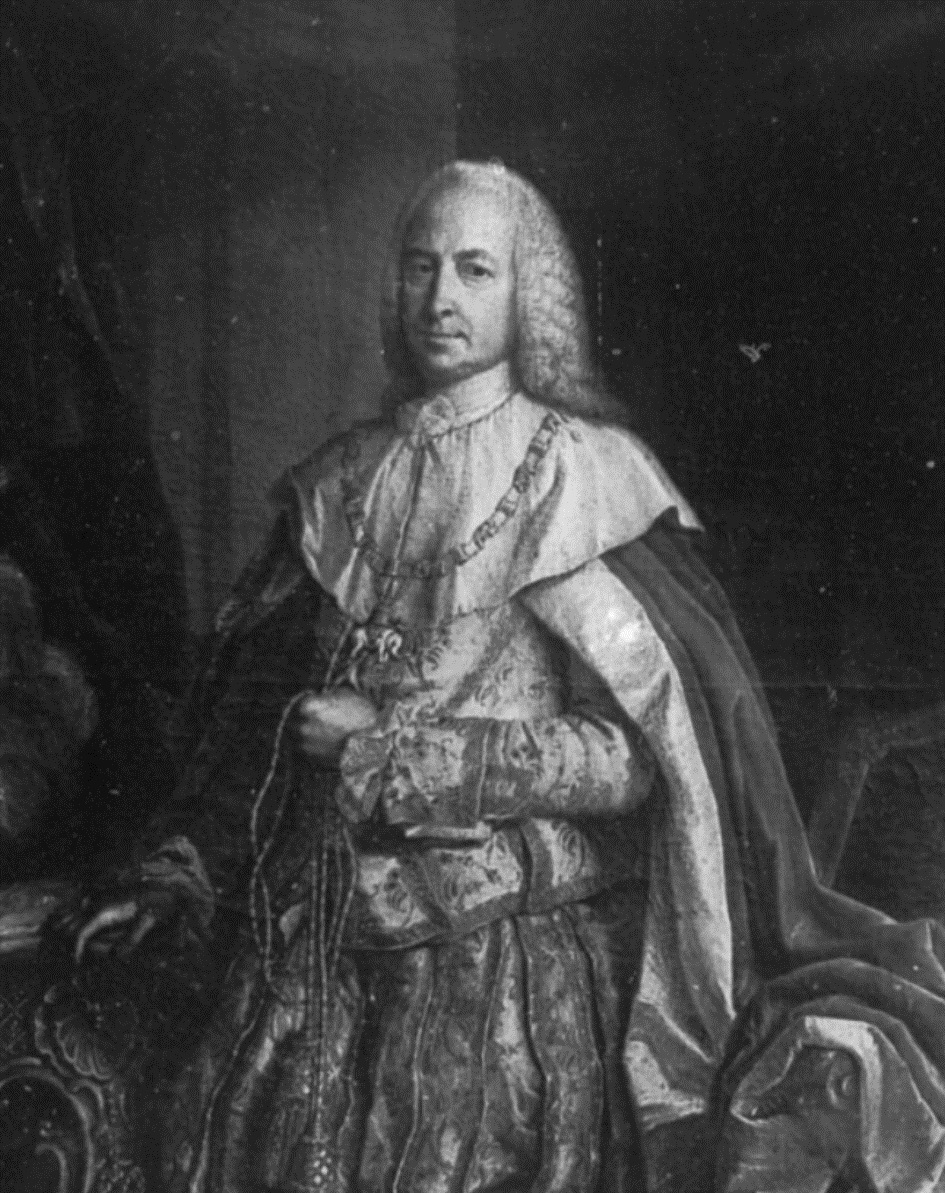
Friedrich Ludwig von Dehn

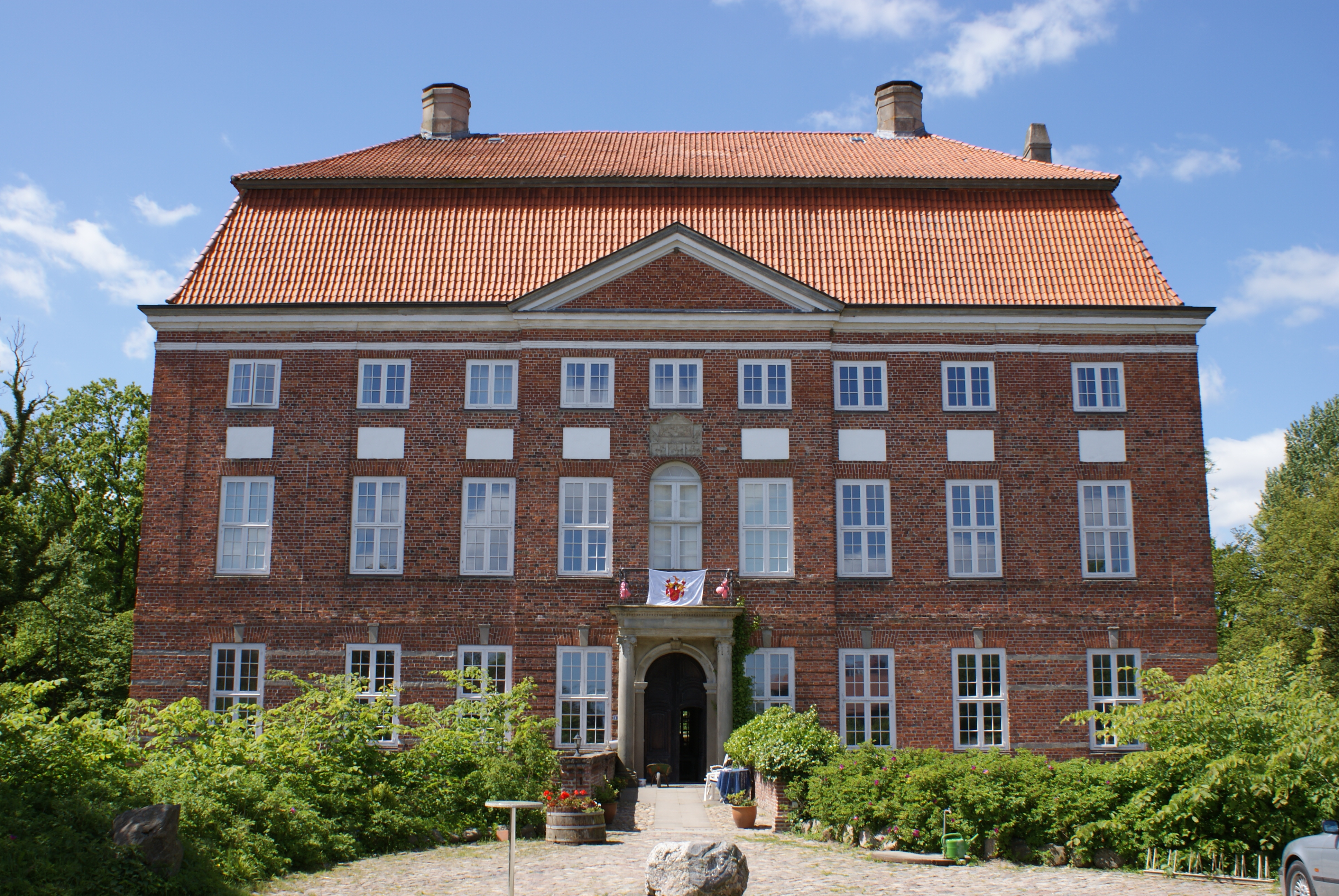
Gut Ludwigsburg

Friedrich Ludwig Graf von Dehn (* 7. September 1697; † 2. Juli 1771 in Ludwigsburg) war ein dänischer Diplomat.

## Leben
Von 1762 bis 1768 war er der durch den dänischen König eingesetzte Statthalter der Herzogtümer Schleswig und Holstein und Träger des Dannebrogorden seit 1739, des Hofordens l´Union parfaite seit 1751 und des Elefanten-Ordens seit 1752. Er wurde 1750 zum dänischen Baron erhoben.
Friedrich Ludwig von Dehn diente in seiner Jugend am Gottorfer Hof. 1716 trat er in militärische Dienste für August Wilhelm von Braunschweig-Wolfenbüttel, wo er 1726 zum Major befördert wurde. 1727 wechselte er in eine diplomatische Anstellung am Braunschweiger Hof, die ihn schließlich nach Dänemark führte, wo er 1739 als Staatsdiener verpflichtet wurde. Als Nachfolger von Friedrich Ernst von Brandenburg-Kulmbach wurde er 1762 zum Statthalter Schleswig-Holsteins und Gouverneur von Süd-Dithmarschen ernannt. 1768 legte er, zum dänischen Grafen geadelt, sein Amt wieder nieder. Sein Nachfolger als Statthalter wurde Karl von Hessen-Kassel. Er erlangte 1756 die unbedingte Rezeption in die Schleswig-Holsteinische Ritterschaft und war damit dem heimischen Uradel gleichgestellt.
Graf Friedrich Ludwig von Dehn starb auf seinem Gut Ludwigsburg in Waabs auf der Halbinsel Schwansen bei Eckernförde, das er von 1742 bis 1744 zu einem herrschaftlichen Anwesen erweitern ließ und vererbte es an Baron August Wilhelm von Dehn, den jüngsten Sohn seines Halbbruders.